# 조제 시드
조제 시드(포르투갈어: José Cid, 본명: 조제 알바누 시드 드 페레이라 타바레스(José Albano Cid de Ferreira Tavares), 1942년 2월 4일 ~ )는 포르투갈의 가수이자 작곡자이다. 그는 유로비전 송 콘테스트 입상곡인 "Um grande, grande amor"와 프로그레시브 록 앨범 《10,000 Anos Depois Entre Venus E Marte》로 알려져 있다. 그는 25개의 실버 레코드, 8개의 골드 레코드, 3개의 플래티넘 레코드를 가진 인기 가수이다.

## 약력
조제 시드는 샤무스카(Chamusca) 지방에서 태어났지만 11세 시절에 아나디아(Anadia) 지방으로 이주했다. 그는 카피 밴드인 베이비즈를 1956년에 만들면서 음악경력을 시작했다. 1960년엔 코임브라 대학교 법학과에 입학해서 코임브라 더 콘준투 오르페앙(Coimbra the Conjunto Orfeão)이라는 밴드를 만들기도 했다. 1963년에 그는 결혼해서 다음해에 딸을 낳았다. 그들은 카스카이스에서 살았는데 이후 딸은 성장해서 아버지의 작사가로 활동했다.
조제 시드는 법대에서 제적당해 리스본으로 이주했다. 국립 체육 대학교에 입학한 그는 여전히 음악을 했는데 동생이 있던 밴드인 콘준투 미스테리우(Conjunto Mistério)도 그중 하나였다. 이 밴드는 이후 쿠아르테투 1111(Quarteto 1111)이라는 이름으로 바뀐다. 조제는 학업을 끝마치지 않고 포르투갈 공군에서 병역을 마쳤다. 이런 이유들로 그는 이후 헬스클럽에서 오전에는 체육강사를 하고 오후에는 음악을 하는 식으로 생활했다.

## 쿠아르테투 1111 (Quarteto 1111)
쿠아르테투 1111(Quarteto 1111)는 포르투갈에서 심포닉 프로그레시브 록을 시도한 첫번째 밴드이다. 조제 시드는 이 밴드의 공동설립자라고 할 수 있으며 포르투갈 록 역사에서 새로운 팝록을 시도한 중요한 밴드로 만들었다. 싱글 "El Rei D. Sebastião"로 주목을 받았는데 이 곡은 스페인으로부터 독립을 쟁취하려던 왕 포르투갈의 세바스티앙을 노래했다. 하프시코드가 사용된 최초의 포르투갈 록 음악이기도 했다. 영어로 번안되어 영국에서 발매되기도 했는데 조제는 실질적인 밴드의 리더였다. 다른 멤버들은 대체로 비틀즈풍의 구성이었지만 이후 무디 블루스의 영향을 받기도 했다. 그때 내놓은 앨범에서는 멜로트론을 사용하는 등 여러가지로 혁신적인 시도를 했다. 하지만 이후 밴드는 팝 사운드로 돌아간다.

## 솔로
조제는 1974년부터 1978년 사이에 프로그레시브 록을 실험했다. 그 중 1978년 작품인 콘셉트 음반 《10,000 Anos Depois Entre Venus E Marte》는 이후 걸작으로 평가되었다. 많은 곡들이 무디 블루스와 핑크 플로이드의 영향권에 있었다. 
그는 그린 윈도우라는 ABBA 스타일의 팝 밴드와 함께 1974년에는 페스티발 다 칸상(Festival da Canção)에서 "Imagens and No Dia Em Que O Rei Fez Anos"라는 노래로 참가했고 1980년에는 유로비전 송 콘테스트에 "Um grande, grande amor"라는 노래로 참가했다.

## 음반 목록

### 쿠아르테투 1111 (Quarteto 1111)
- 1970년 - Quarteto 1111
- 1973년 - Bruma Azul do Desejado
- 1974년 - Onde, Quando, Como, Porquê, Cantamos Pessoas Vivas (progressive rock style)
  - 1967년부터 다양한 싱글을 발매하며 활동

### 솔로
- 1971년 - José Cid
- 1974년 - No Dia Em Que O Rei Fez Anos (with Green Windows)
  - 그린 윈도우와는 1973년-1975년 시기에 싱글과 EP 4매 발매
- 1977년 - Vida (Sons do Quotidiano) (EP, prog style)
- 1978년 - 10,000 Anos Depois Entre Venus E Marte (prog style)
- 1979년 - Coisas Suas
- 1980년 - My Music
- 1980년 - Os Grandes Exitos De...
- 1981년 - Antologia Portuguesa 6
- 1981년 - Grandes Êxitos Nº 2
- 1982년 - Magia
- 1987년 - Fado de Sempre
- 1989년 - José Cid
- 1990년 - O Melhor de
- 1991년 - De Par Em Par
- 1992년 - Camões, As Descobertas... E Nós
- 1994년 - Vendedor de Sonhos
- 1994년 - O Melhor Dos Melhores- Vol. 34 -
- 1996년 - Nunca Mais É Sexta Feira !...
- 1996년 - Pelos Direitos do Homem
- 1998년 - Ode a Federico Garcia Lorca
- 1999년 - Cais Sodré (one take Jazz album)
- 1999년 - Entre Margens

## 같이 보기
- 프로그레시브 록